# Rezerwat przyrody Białaczów
Rezerwat przyrody Białaczów – częściowy, leśny rezerwat przyrody w gminie Białaczów, w powiecie opoczyńskim, w województwie łódzkim, opodal wsi Białaczów. Leży na gruntach w zarządzie Nadleśnictwa Opoczno. W rezerwacie dominują siedliska Lasu mieszanego świeżego.
Utworzony w 1976 dla ochrony lasu wielogatunkowego z grabem, lipą, jaworem i bukiem. Według aktu powołującego zajmował 22,55 ha. W roku 2010 zmniejszono obszar rezerwatu do 21,87 ha.